# Ananás

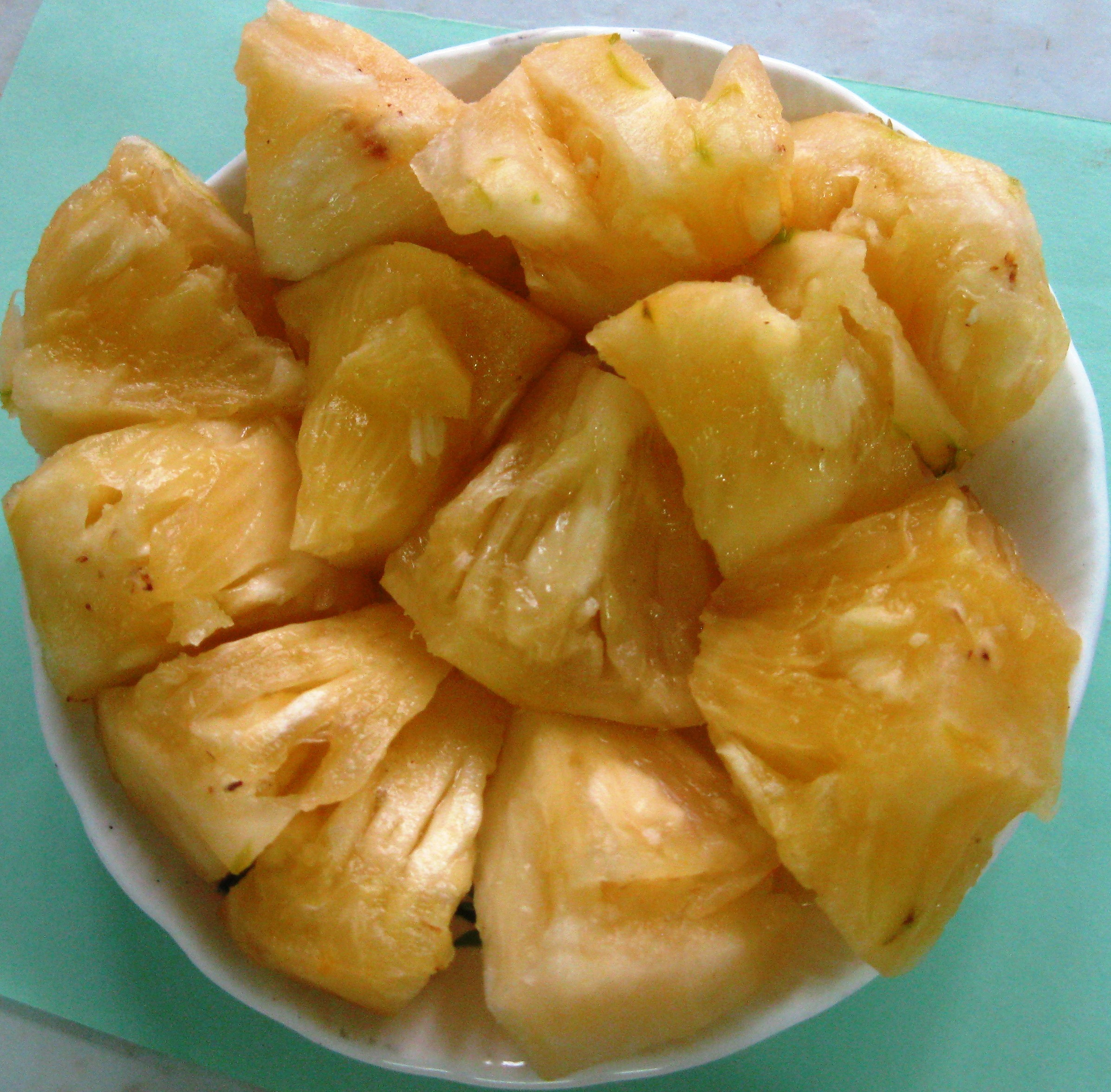
Abacaxi (fatiado)

O abacaxi (português brasileiro) ou ananás (português europeu)  (Ananas comosus) é uma infrutescência tropical produzida pela planta de mesmo nome, caracterizada como uma planta monocotiledônea da família das bromeliáceas da subfamília Bromelioideae. É um símbolo das regiões tropicais e subtropicais. Os abacaxizeiros cultivados pertencem à espécie Ananas comosus, que compreende muitas variedades frutíferas. Há também várias espécies selvagens, pertencentes ao mesmo gênero. O fruto, quando maduro, tem folhas que se soltam facilmente ao puxar, o sabor bastante ácido e, muitas vezes, adocicado.
Apesar do que dita o senso comum, o abacaxi não é uma fruta cítrica.

## Etimologia
De acordo com o escritor e linguista Clóvis Chiaradia, o termo "abacaxi" (em português brasileiro) apresenta duas possíveis etimologias, ambas provenientes da família Tupi-Guarani, elas são: a) da junção dos termos "I'bá" (fruto) e "cati" ou "caxi" (cheiroso), ou seja, "fruto de recende"; b) da junção dos termos "I'bá" (fruto), "caá" (folha) e "ti" ou "xi" (fruto de ponta aguda).
O termo "ananás" (em português europeu e espanhol) é do guarani e tupi antigo naná, e documentado em português na primeira metade do século XVI e em espanhol na segunda (1578), sendo empréstimo do português do Brasil ou da sua língua geral.
O abacaxi é um fruto-símbolo de regiões tropicais e subtropicais, de grande aceitação em todo o mundo, quer ao natural, quer industrializado: agrada aos olhos, ao paladar e ao olfato. Por essas razões e por ter uma "coroa", cabe-lhe, por vezes, o cognome de "rei dos frutos", que lhe foi dado, logo após seu descobrimento, pelos portugueses.
Na linguagem corrente do Brasil, tal como em Angola, costuma-se designar por "ananás" os frutos de plantas não cultivadas, de variedades menos conhecidas ou de qualidade inferior. Por sua vez, a palavra "abacaxi" costuma ser empregada não apenas para designar o fruto de melhor qualidade, mas a própria planta que o produz.
Na gíria brasileira, "abacaxi" significa "algo que não dá bom resultado, coisa embrulhada ou que não presta". Este fato provavelmente se deve a seu visual espinhoso e ressequido, bem como à dificuldade para descascá-lo sem se ferir com suas farpas, presentes tanto na "coroa" quanto na própria casca. "Descascar o abacaxi", uma extensão da mesma gíria, significa "resolver um problema difícil".

## Histórico

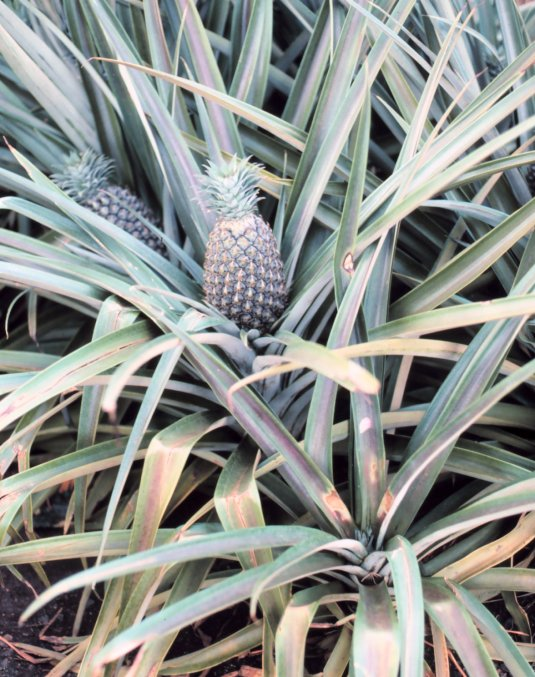
Abacaxizeiro com fruto quase maduro

O abacaxi já era cultivado pelos indígenas em extensas regiões do Novo Mundo antes da sua descoberta pelos europeus. Origina-se da América tropical e subtropical (da região centro-sul do Brasil, nordeste da Argentina e Paraguai).
Acredita-se que os nativos do sul do Brasil e Paraguai disseminaram o abacaxi na América do Sul e eventualmente, acabou por alcançar o Caribe, a América Central e o México. Sendo que em 4 de novembro de 1493, Colombo e seus marinheiros descobriram o abacaxizeiro em Guadalupe, nas Pequenas Antilhas, promovendo, a partir deste momento, sua disseminação pelo mundo e tornando-o uma das infrutescências mais apreciadas no globo.
Os espanhóis introduziram a planta nas Filipinas, Havaí, Zimbabwe e Guam. Os portugueses introduziram a fruta na India em 1550. A planta foi levada para Europa pelos Holandeses, sendo que o primeiro europeu a conseguir plantá-la no continente utilizando estufas foi Pieter de la Court em Meerburg em 1658. Dado as dificuldades de importação na época, e os proibitivos custos  de equipamento e mão de obra necessários para plantar o abacaxi em climas temperados, a fruta virou um símbolo de ostentação. Eles chegaram a ser usados em jantares apenas como enfeites, e reutilizados continuamente, até apodrecer.

## Características

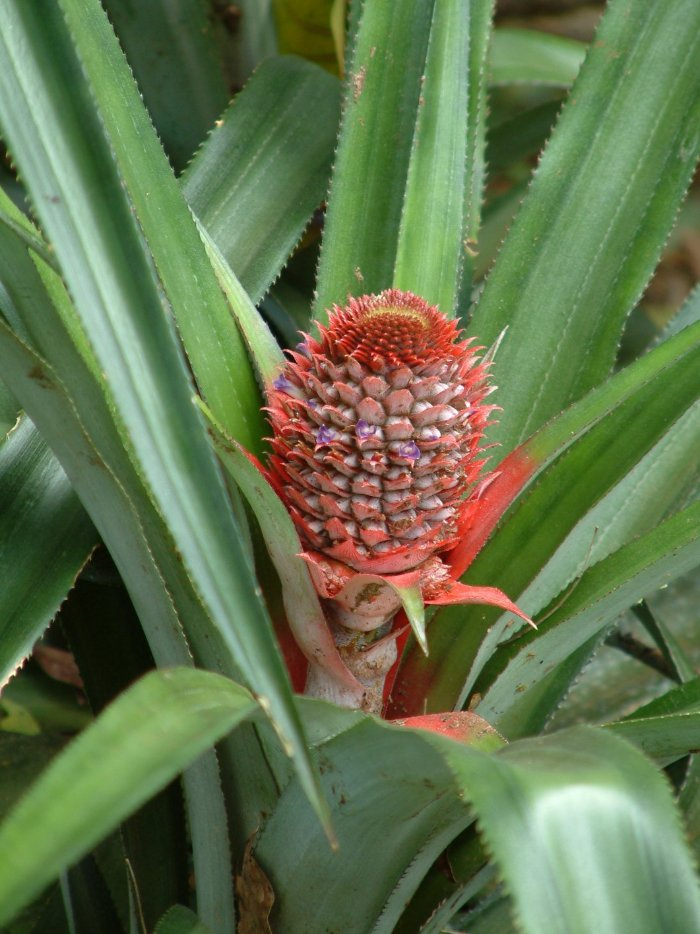
Inflorescência de um Ananas comosus

O abacaxizeiro é planta semiperene que alcança um metro de altura. Primeiramente, produz um único fruto, situado no ápice; depois, com a ramificação lateral do talo, aparecem outros frutos, de modo que a fase produtiva pode prolongar-se por vários anos. Quando adulto, é constituído de raízes, talo (caule), folhas, frutos e mudas. O sistema radicular, do tipo fasciculado, é superficial, pois a maior parte das raízes fica nos primeiros 15 cm de solo. O talo apresenta o formato de uma clava, relativamente curta e grossa. As folhas têm forma de calha, com espinhos e estão inseridas no talo, formando uma densa espiral dextrogira e levogira.
A inflorescência é uma espiga, formada de flores completas, cada uma localizada na axila de uma bráctea. O fruto é composto, do tipo sorose, e resulta da coalescência de um grande número de frutos simples (100 a 200), do tipo baga, denominados frutilhos, os quais estão inseridos num eixo central, coração ou miolo, em disposição espiralada e intimamente soldados uns aos outros. No ápice do fruto existe um tufo de folhas – a coroa – resultante do tecido meristemático apical que a planta possui desde a sua origem. A conexão do fruto com o talo da planta é feita através de um pedúnculo.
A casca do abacaxi é formada pela reunião das brácteas e sépalas das flores. Logo abaixo da casca, inseridos na periferia de depressões em forma de taça, podem ser encontrados restos de pétalas e de estames, enquanto de cada uma dessas depressões aparece um vestígio de estilete. Na superfície de um fruto descascado de um modo pouco profundo, os restos de estiletes dão ideia de espinhos. Por outro lado, quando o descascamento é feito de modo mais profundo, a superfície mostra-se toda perfurada, por ficarem expostas as lojas ou lóculos dos ovários dos frutilhos. Dentro de tais lojas, em se tratando de fruto de variedade cultivada, geralmente são encontrados apenas óvulos abortados, pois a formação de sementes é rara, por serem as flores autoincompatíveis. Todavia, por meio de polinização manual com pólen de outra variedade, não é rara a produção de duas mil a três mil sementes por fruto.
A parte comestível do abacaxi é a polpa, suculenta, formada pelas paredes das lojas dos frutilhos e pelo tecido parenquimatoso que os une, bem como pela porção externa ou casca do coração. De acordo com a parte da planta em que são produzidas, as mudas do abacaxizeiro são classificadas em quatro tipos:
1. Coroa – muda do ápice do fruto;
2. Filhote – muda do pedúnculo;
3. Filhote-rebentão – muda da região de inserção do pedúnculo com o talo da planta;
4. Rebentão – muda do talo da planta.

O abacaxizeiro é uma planta muito sensível ao frio, mas resiste bem às secas. Embora seja planta tropical, nos dias de sol muito intenso, os frutos podem sofrer queimaduras, quando não são protegidos. Pode ser cultivado em qualquer tipo de solo, desde que seja permeável, isto é, não sujeito ao encharcamento; prefere, porém, solos leves, ricos em elementos nutritivos e com pH entre 4,5 e 5,5, ainda que tolere aqueles de pH mais baixo. É bastante exigente em nutrientes.
Geralmente, o florescimento natural do abacaxizeiro ocorre no inverno, por ser planta de dias curtos, ou seja, com a diminuição do fotoperíodo e ou redução da temperatura, a gema apical é induzida a produzir uma inflorescência ao invés de emitir folhas. O comprimento do ciclo natural pode variar de 10 a 36 meses, pois, além de condições climáticas, depende da época de plantio, do tipo e do peso das mudas utilizadas, e também das práticas culturais adotadas.

## Cultura
A principal variedade cultivada no mundo até a década de 1990 é a Cayenne (ou Smooth Cayenne). Dá fruto de polpa amarelo-pálida ou amarela, rica em ácidos e açúcares, e a planta tem folhas com poucos espinhos, que se localizam apenas na base e no ápice. No Brasil, a variedade mais plantada é a Pérola (conhecida no exterior como do grupo Pernambuco), que produz fruto de polpa amarelo-pálida, quase branca, de sabor bastante doce e de baixa acidez; as folhas têm as margens armadas de espinhos.
O abacaxi é considerado o símbolo da hospitalidade. Para os povos antigos, colocar um abacaxi do lado de fora das casas é sinal de que visitantes são bem vindos.

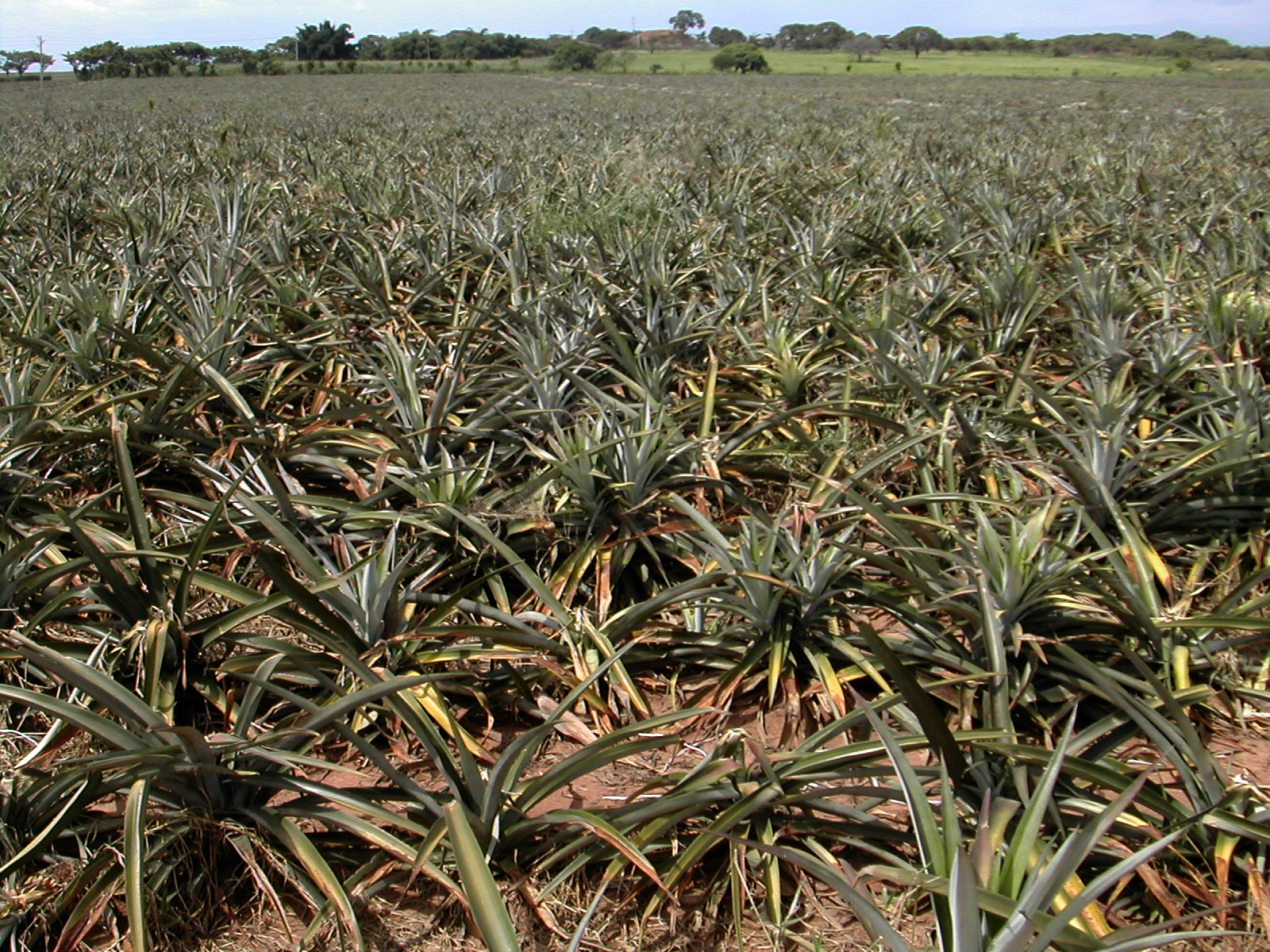
Cultura do abacaxi

A cultura racional do abacaxizeiro, apesar de muito rentável, exige bastante técnica e trato. Sua propagação é feita por mudas e são exploradas uma ou duas safras. Muito útil é o fato de que a época de produção dos frutos pode ser controlada artificialmente, mediante emprego de substâncias químicas, tais como o carbureto de cálcio e o etephon. Culturas altamente tecnificadas podem dar, em cada safra, de sessenta a oitenta toneladas de fruto por hectare. Na verdade, porém, a produção de um abacaxizeiro depende de diversos fatores: clima e solo; época de plantio e de colheita; idade da plantação; variedade; tipo e tamanho da muda plantada; espaçamento de plantio; tratos culturais; adubação; estado fitossanitário.
Modernamente, o plantio é feito pelo sistema de linhas duplas e na base de 45 a 60 mil plantas por hectare. Nos países de abacaxicultura avançada, usam-se máquinas que, simultaneamente, são capazes de incorporar pesticidas e fertilizantes ao solo e, sobre ele, distribuir faixas de tecido negro de polietileno, em cima das quais é feito o plantio das mudas; além disso, são empregados pulverizadores capacitados para distribuir, ao mesmo tempo, pesticidas e fertilizantes sobre diversas linhas de plantação, assim como máquinas que possibilitam a colheita de até 12 toneladas de abacaxi por hora.

## Moléstias e pragas
No Brasil, as principais pragas do abacaxi são a broca-do-fruto (Thecla basilides), a cochonilha (Dysmicoccus brevipes) e a broca-do-talo (Strymon megarus), esta de ocorrência no Norte-Nordeste.
Quanto a doenças, a mais grave e de de ocorrência generalizada é a fusariose ou gomose, causada pelo fungo Fusarium subglutinans" f. sp. "ananas e que pode provocar grandes prejuízos. Entre outras doenças importantes citam-se a murcha, causado pelo vírus PMWaV (Pineapple Mealybug Wilt-associated Virus) e a podridão-do-olho, causado pelo fungo Phytophthora nicotianae var. parasitica.
No cenário mundial, algumas espécies de nematoides figuram como pragas de importância.

## Consumo

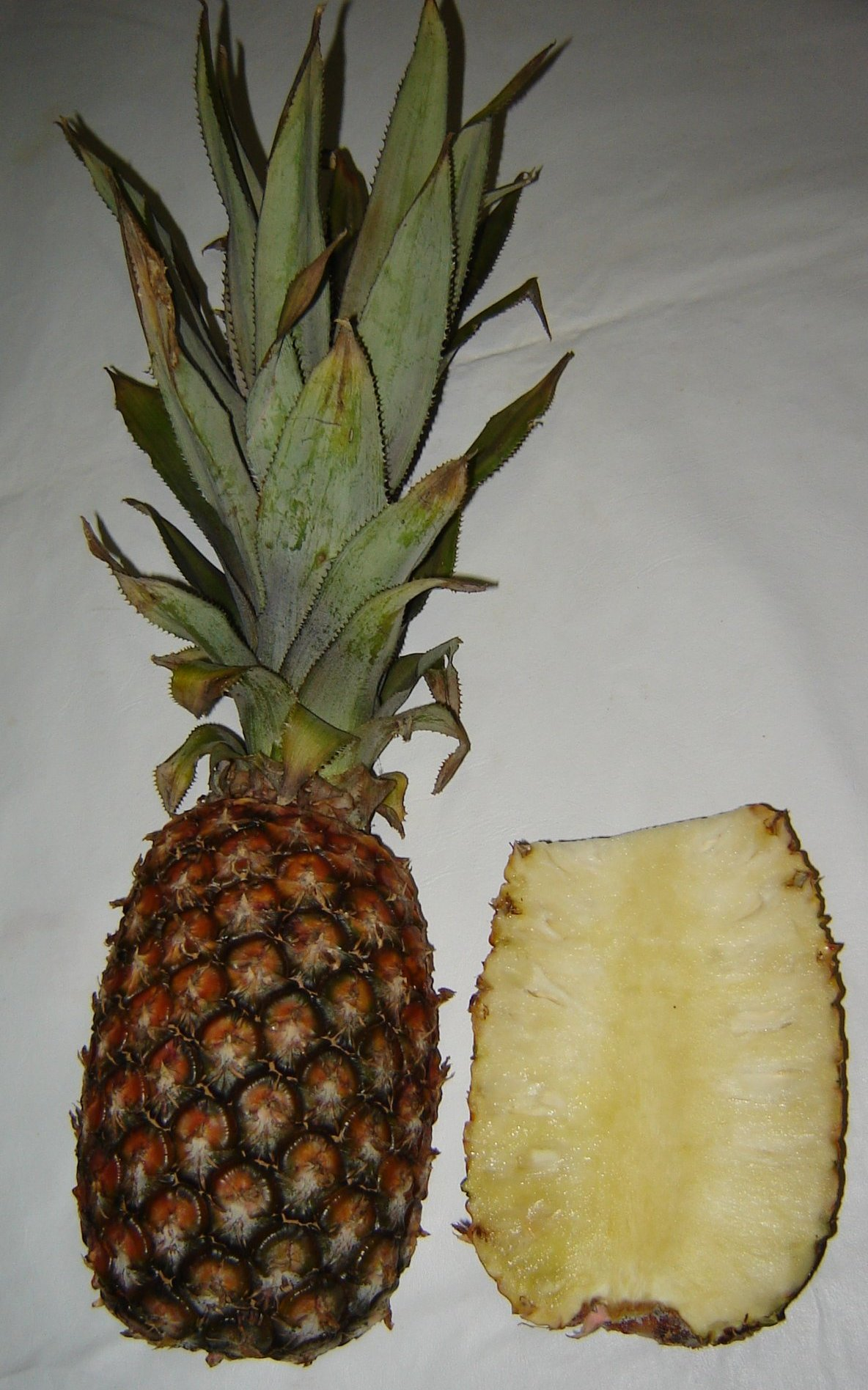
Fruto do abacaxi (exterior e corte)

O abacaxi pode ser consumido in natura ou industrializado, sob a forma de fatias ou pedaços em calda, pedaços cristalizados, passa, picles, suco, xarope, geleia, licor, bebida fermentada, vinagre e aguardente. Todavia, os principais produtos são as fatias ou pedaços em calda e o suco. Com o suco do abacaxi, podem ser preparados refrescos, sorvetes, cremes, balas e bolos. Como subprodutos da industrialização do abacaxi, obtêm-se álcool, ácido cítrico (citrato), ácido málico, ácido ascórbico (vitamina C), bromelina (enzima proteolítica que entra na composição de diversos medicamentos) e rações para animais; do restante da planta, são aproveitados, industrialmente, as fibras e o amido. O suco do abacaxi contém cerca de 12 por cento de açúcar e 1 por cento de ácidos orgânicos (principalmente ácido cítrico); é considerado boa fonte de vitaminas A e B1, bem como razoável fonte de vitamina C.

## Produção
| País                                     | Produção em 2018 (toneladas anuais) |
| ---------------------------------------- | ----------------------------------- |
| Costa Rica                               | 3 418 155                           |
| Filipinas                                | 2 730 985                           |
| Brasil                                   | 2 650 479                           |
| Tailândia                                | 2 113 380                           |
| Indonésia                                | 1 805 506                           |
| Índia                                    | 1 706 000                           |
| Nigéria                                  | 1 664 510                           |
| China                                    | 1 573 471                           |
| México                                   | 999 593                             |
| Colômbia                                 | 900 395                             |
| Gana                                     | 713 942                             |
| Vietname                                 | 654 801                             |
| Angola                                   | 597 662                             |
| Peru                                     | 548 465                             |
| Venezuela                                | 518 664                             |
| Fonte: Food and Agriculture Organization |                                     |

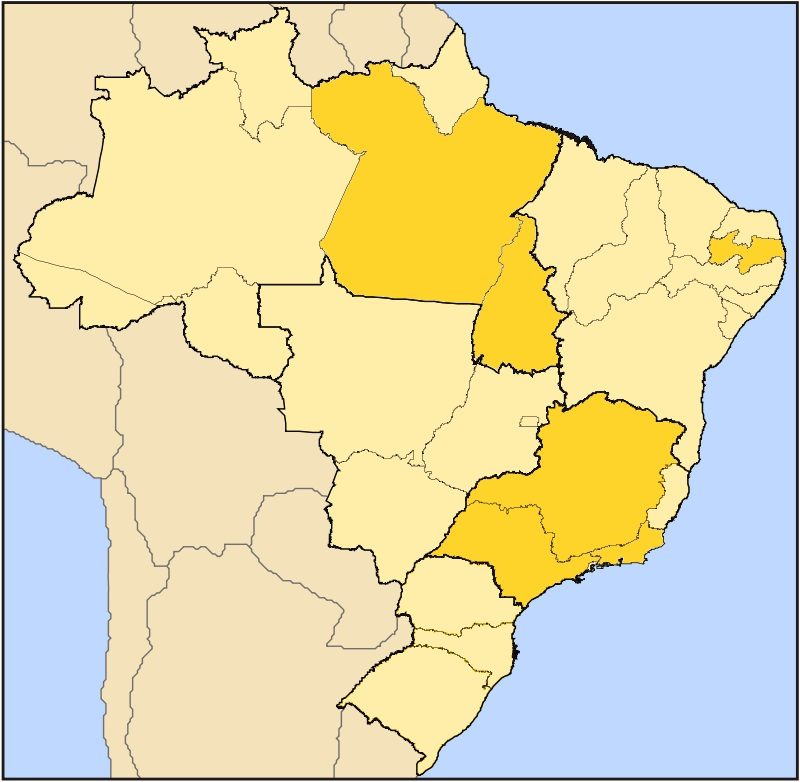
Principais estados produtores de abacaxi no Brasil em 2019, em amarelo escuro

Os principais países produtores de abacaxi, segundo a Organização das Nações Unidas para a Alimentação e Agricultura (2018), são a Costa Rica, as Filipinas, o Brasil, a Tailândia, a Indonésia, a Índia e a Nigéria. Por sua vez, a sua industrialização é feita, principalmente, no Havaí; mas Formosa, Malásia, África do Sul, Austrália e Costa do Marfim também se sobressaem. Os Estados Unidos, a Alemanha, o Japão, o Reino Unido, o Canadá e a França são grandes consumidores do fruto industrializado.
Em 2018, o Brasil produziu 2,6 milhões de toneladas de abacaxi, sendo o 3º maior produtor do mundo. Segundo o Instituto Brasileiro de Geografia e Estatística (2019), os principais Estados brasileiros produtores de abacaxi são o Pará, com 311 947 mil frutos; a Paraíba, com 307 116 mil frutos; Minas Gerais, com 179 287 mil frutos; o Rio de Janeiro, com 116 109 mil frutos; Tocantins, com 85 634 mil frutos; e São Paulo, com 82 536 mil frutos. O Brasil exporta tanto o fruto (onde os principais compradores são Argentina e Uruguai), quanto o suco concentrado de abacaxi (onde os maiores compradores são Chile, Argentina e Holanda, e o maior estado exportador é o Pará, onde a cidade de Floresta do Araguaia é sede da
maior indústria de suco concentrado da fruta do Brasil).
Em 2019, foram comercializadas 104.462,17 toneladas de abacaxi na CEAGESP, sendo 90,79% de abacaxi pérola e 9,21% de abacaxi havaí. No entreposto da capital paulista, o abacate é o 9º produto mais comercializado, tendo como principais cidades produtoras: São Francisco de Sales (50,47%) e Itapagipe (12,97%).
O nível tecnológico empregado nos plantios brasileiros de abacaxi é bastante heterogêneo, com áreas que empregam toda a tecnologia disponível (análise de solo, correção da acidez, adubação no plantio e de cobertura, tratamento de indução floral, pulverizações contra pragas e doenças), enquanto em outras regiões as práticas ainda são bastante rudimentares, com baixa produtividade. Outro fato típico de cultura do abacaxi brasileira é o deslocamento constante das áreas de produção, devido ao aparecimento de problemas fitossanitários. A grande maioria dos abacaxis produzidos no Brasil é destinada ao consumo interno, como fruta fresca. São Paulo e os estados do Sul absorvem grande parte das produções de abacaxi da Paraíba, Minas Gerais e Tocantins.

## Outras espécies

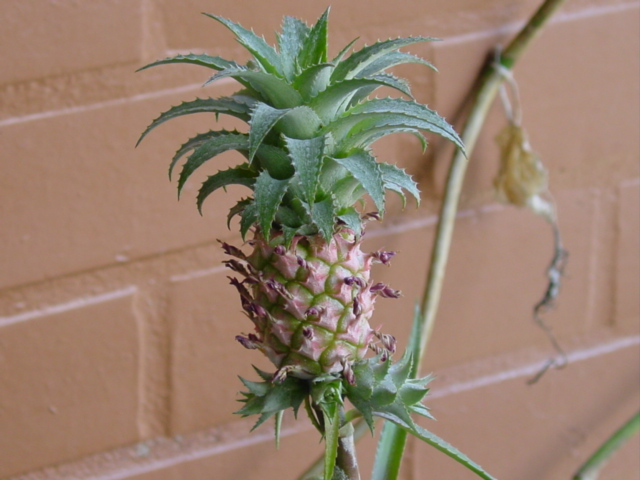
Ananas nanus (ananaí-da-amazônia)

Próximo do gênero Ananas, há Pseudananas, que contém uma única espécie, P. sagenarius, vulgarmente designado por "gravatá-de-rede" ou "pseudo-ananás", cujos frutos não possuem coroa. São peculiares do gênero Pseudananas a presença de estolhos ligados à base da planta e a ausência de mudas ligadas diretamente ao talo da planta ou ao pedúnculo do fruto. Outras características, não exclusivas desse gênero, são os espinhos bastante agressivos da porção inferior da folha, voltados para baixo, e os dois apêndices na face superior das pétalas, com forma de prega, os quais, no gênero Ananas, têm forma de funil.
As espécies selvagens de abacaxis e suas variedades principais são: Ananas ananassoides, var. nanus (ananaí-da-amazônia) e var. typicus (ananás-do-campo); A. bracteatus, var. albus (ananás-branco-do-mato), var. rudis (ananás-vermelho-do-mato), e var. tricolor; A. fritzmuelleri e A. lucidus (curauá-da-amazônia). Todos têm as margens das folhas armadas de espinhos, exceto a última, nas quais, praticamente, só existe um acúleo terminal.
O ananás-do-campo constitui padrão de terra seca e pobre; suas folhas produzem fibras tão boas como as do caroá; o fruto apresenta uns 10 centímetros de comprimento e considerável número de sementes. As fibras das folhas do curauá também são de excelente qualidade; o fruto tem apenas uns 6 centímetros de comprimento; é planta que se adapta muito bem ao clima úmido. O fruto do ananaí-da-amazônia atinge apenas 3 a 4 centímetros. A. fritzmuelleri tem por ambiente natural o litoral sul do Brasil e produz fruto de uns 20 centímetros de comprimento, enquanto a do ananás-do-mato é ligeiramente maior.
O ananás-de-agulha, ananás-de-cerca e ananás-de-raposa são outras variedades também encontradas no Brasil.
Outros tipos de abacaxis
- Havaí
- Jupí[29]
- Pérola